# حركة التحرير الإيبيرية
حركة التحرير الإيبيرية كانت جماعة إرهابية يسارية متطرفة في كتالونيا، نشطت بين عامي 1971 و1973، ومقرها بشكل أساسي في برشلونة في إسبانيا وتولوز في فرنسا. اشتهرت بعد حلها بسبب إعدام دولة فرانكو لأحد أعضائها واسمه سلفادور بودج أنتيك في مارس 1974، وإطلاق النار على أوريول سولي سوغرانييس أثناء هروبه في عام 1976.
دعت الحركة إلى اتخاذ إجراء مباشر عنيف ضد فرانكو أسبانيا والرأسمالية، وتنفيذ عمليات السطو على البنوك "المصادرة"، بدعوى دعم نضال الطبقة العاملة. تم تشكيلها من قبل أعضاء من أصول مختلفة، ماركسيون ولاسلطويون وغيرهم، ودعمت شيوعية المجلس والنزعة الواقعية وغيرها من النظريات اليسارية المتطرفة التي عارضتها الأحزاب اليسارية المنظمة الأخرى. نشرت وزارة الإعلام والمعلومات العديد من الكتب والمنشورات المحظورة في إسبانيا، مثل النصوص التي كتبها كاميلو بيرنيري وأنتوني بانيكويك والمركز الدولي.
قرروا حل أنفسهم في أغسطس 1973. بعد شهر تم سجن معظم أعضائها في برشلونة، بينما تمكن آخرون من الفرار إلى تولوز.